# Železniška proga Brčko–Banovići
Želézniška próga Bŕčko-Bánovići je 88 km dolga normalnotirna proga med krajema Brčko in Banovići v severovzhodni Bosni, zgrajena leta 1946 z mladinskimi delovnimi brigadami.
Izvorni namen gradnje proge je bilo izkoriščanje nahajališč rjavega premoga v banoviškem bazenu za pogon termoelektrarne Nikola Tesla v Obrenovcu. Proga je povezovala premogovnik dnevnega kopa v Banovićih z rečnim pristaniščem v Brčkem, od tam pa se je premog tovoril nizvodno po Savi. Sredi marca 1946 je gradbeni oddelek prometnega ministrstva dobil nalogo, da izvede pripravljalna dela. Elaborat o gradnji je bil pripravljen v nepolnem mesecu dni, 1. aprila so se začele priprave, 1. maja pa so prve mladinske brigade že začele z delom. Pri gradnji proge je sodelovalo 60.000 prostovoljcev iz celotne Jugoslavije, ki so večidel brez pomoči mehanizacije izkopali 1,4 milijona kubičnih metrov zemlje in 140.000 kubičnih metrov kamenja. Dela so bila zaključena 4. novembra istega leta. Na progi sta dva predora v skupni dolžini 667 m in 22 mostov v skupni dolžini 455 m.